# Forcipomyia albiradialis
Forcipomyia albiradialis är en tvåvingeart som beskrevs av Tokunaga 1940. Forcipomyia albiradialis ingår i släktet Forcipomyia och familjen svidknott. Inga underarter finns listade i Catalogue of Life.